# Egybibés galagonya
Az egybibés galagonya (Crataegus monogyna) a rózsavirágúak (Rosales) rendjébe, ezen belül a rózsafélék (Rosaceae) családjába tartozó faj.
Botanikai neve "Crataegus" a görög "szilárd" szóból származik.

## Előfordulása
Az egybibés galagonya elterjedési területe Közép- és Dél-Európa, valamint Északnyugat-Afrika és Nyugat-Ázsia. E növényfaj előfordul a Bükk-vidéken.

## Megjelenése
Az egybibés galagonya középmagas, tömötten ágas, tövises cserje vagy 5-8 méteres kis fa, szabálytalan, szétterülő koronával. A kéreg sötétbarna, keskeny rombusz vagy négyzet alakú pikkelyekre repedezett. A levelek ékvállúak, a féllemez közepén túl, néha tövig 3-5 hasábúak, hegyesedő, csak a csúcs felé fogas karéjokkal, alul, az érzugokban többnyire szakállszőrösek, felül fényes sötétzöldek, fonákjukon kékeszöldek. A levélnyél mintegy 3 cm hosszú, csatornás. A pálhalevelek ép szélűek. A hímnős virágok fehérek, 8-15 milliméter szélesek, dús bogernyőkben (bugában) nyílnak, egybibések, kellemetlen szagúak. A termés tojásdad vagy gömbölyű, vérpiros színű, nagyságuk 6–10 milliméter, bennük csontár található.

## Életmódja
Az egybibés galagonya különböző lomberdőkben (ritkábban fenyvesekben), erdőszéleken, cserjésekben, füves lejtőkön, napos legelőkön az 1500 méter magasságig gyakori; közepesen száraz vagy üde, meleg agyag-, vályog- vagy homoktalajokon nő.
A galagonyabokrok akár 500 évig is élhetnek. Virágzási ideje május-június között van.

## Alfajai

### C. monogynasubsp.monogyna
A levél alul világoszöld, 2,5-3,5 centiméter hosszú, mélyen karéjos, a levélnyél legfeljebb 15 milliméter hosszú.

### C. monogynasubsp.nordica
A levél alul szürkészöld, 3–5 centiméter hosszú, az előzőénél kevésbé mélyen karéjos, a levélnyél legfeljebb 25 milliméter hosszú.

## Felhasználása
Fiatal levelét nyersen salátába, virágait borok és likőrök ízesítéséhez használhatjuk fel. Gyümölcséből zselét, lekvárt főzhetünk, de nyersen is fogyasztható. Bort is készíthetünk belőle.
A szív oxigénellátását javítja, ezért mindenféle szívbetegség esetén javallott. Hatóanyaga hasonlít a sárga gyűszűvirágéra, de káros mellékhatásai nincsenek. Gyógyteát friss hajtásaiból, leveleiből vagy terméséből készíthetünk.

## Képek

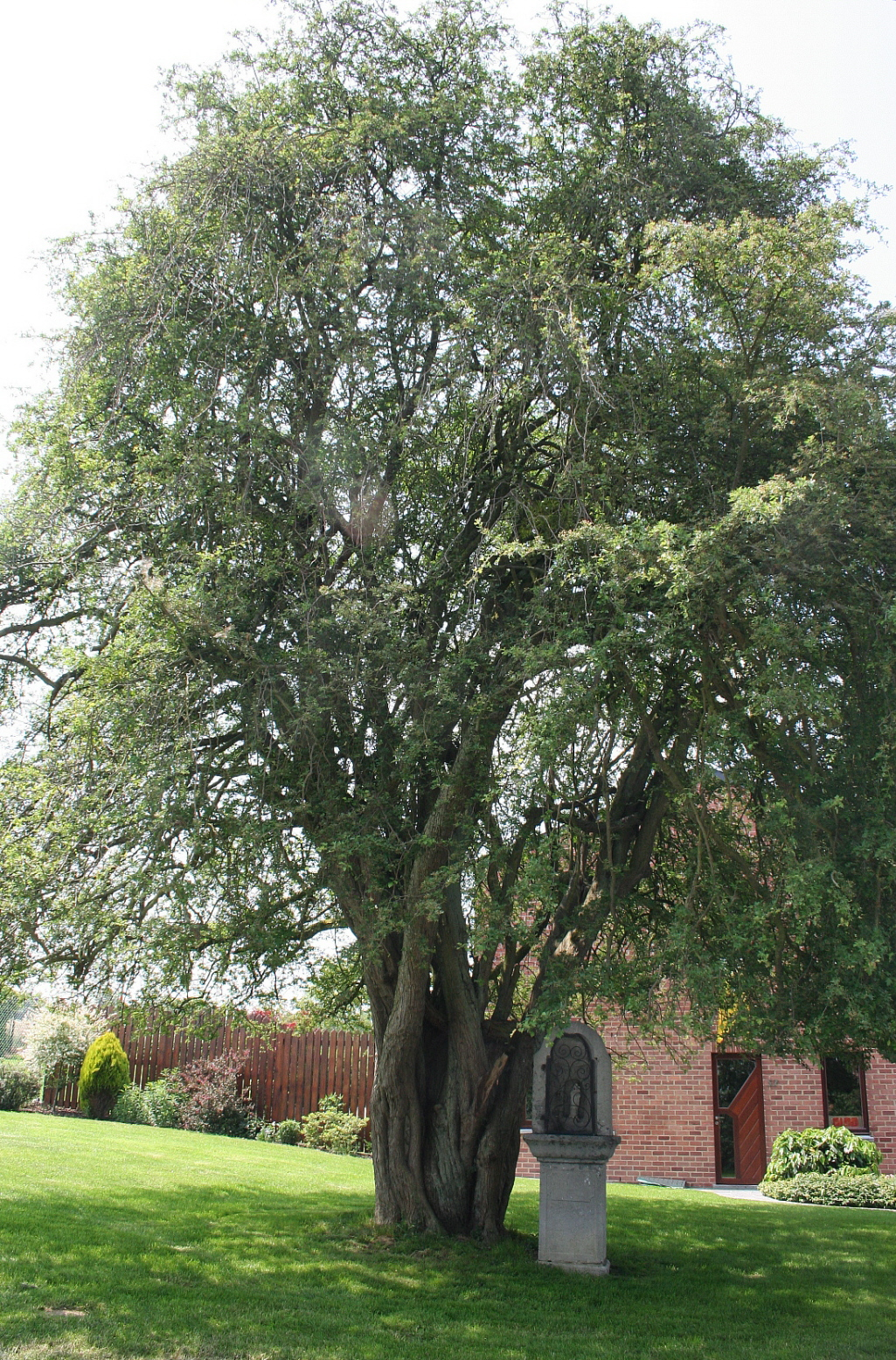
A fa nyáron
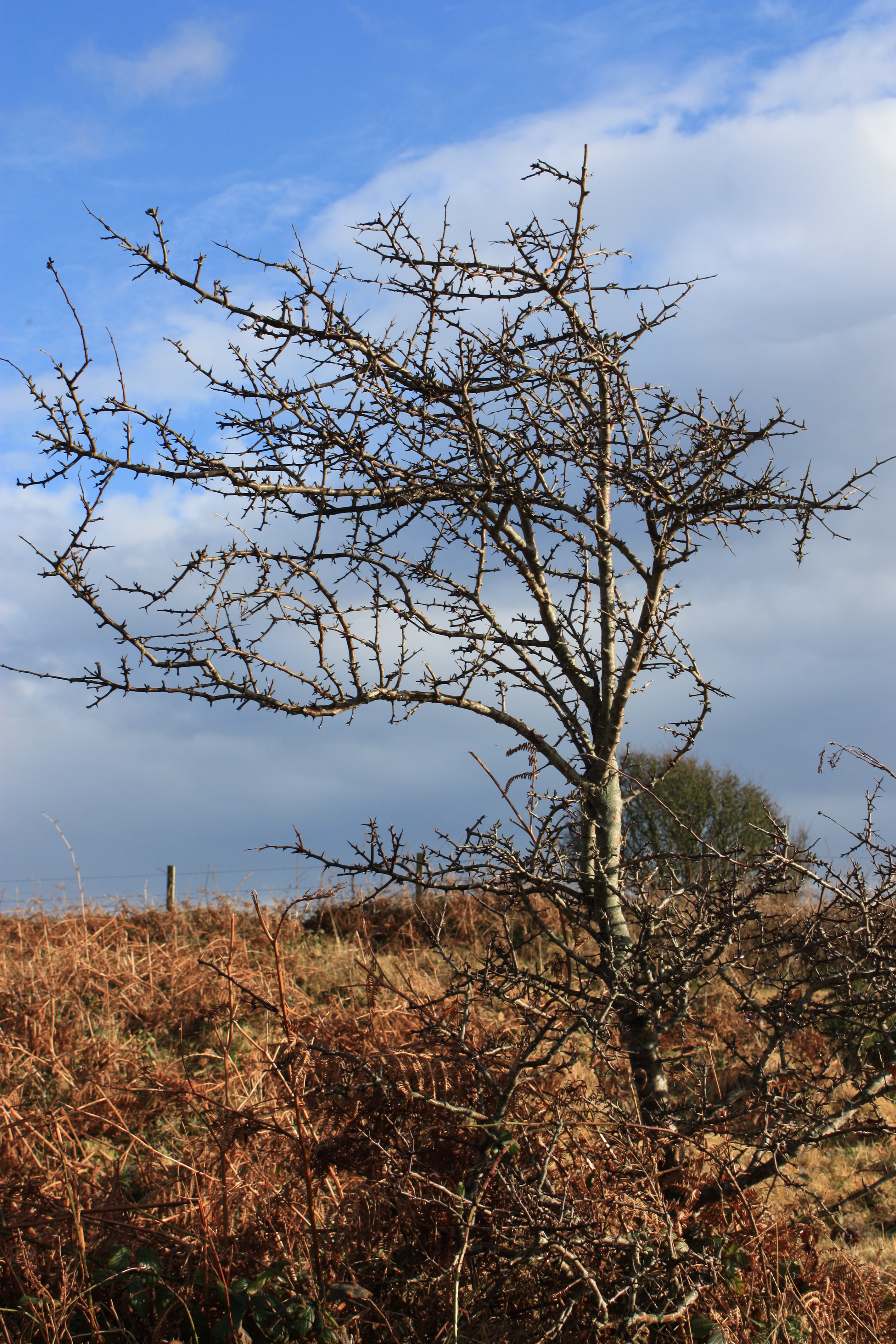
és télen
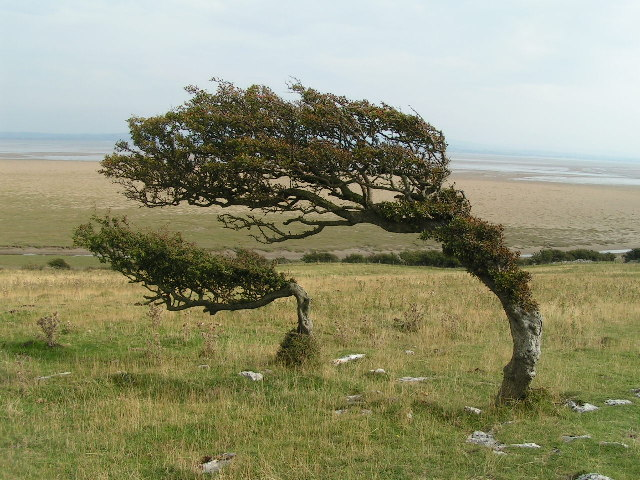
Szélfújta galagonyák
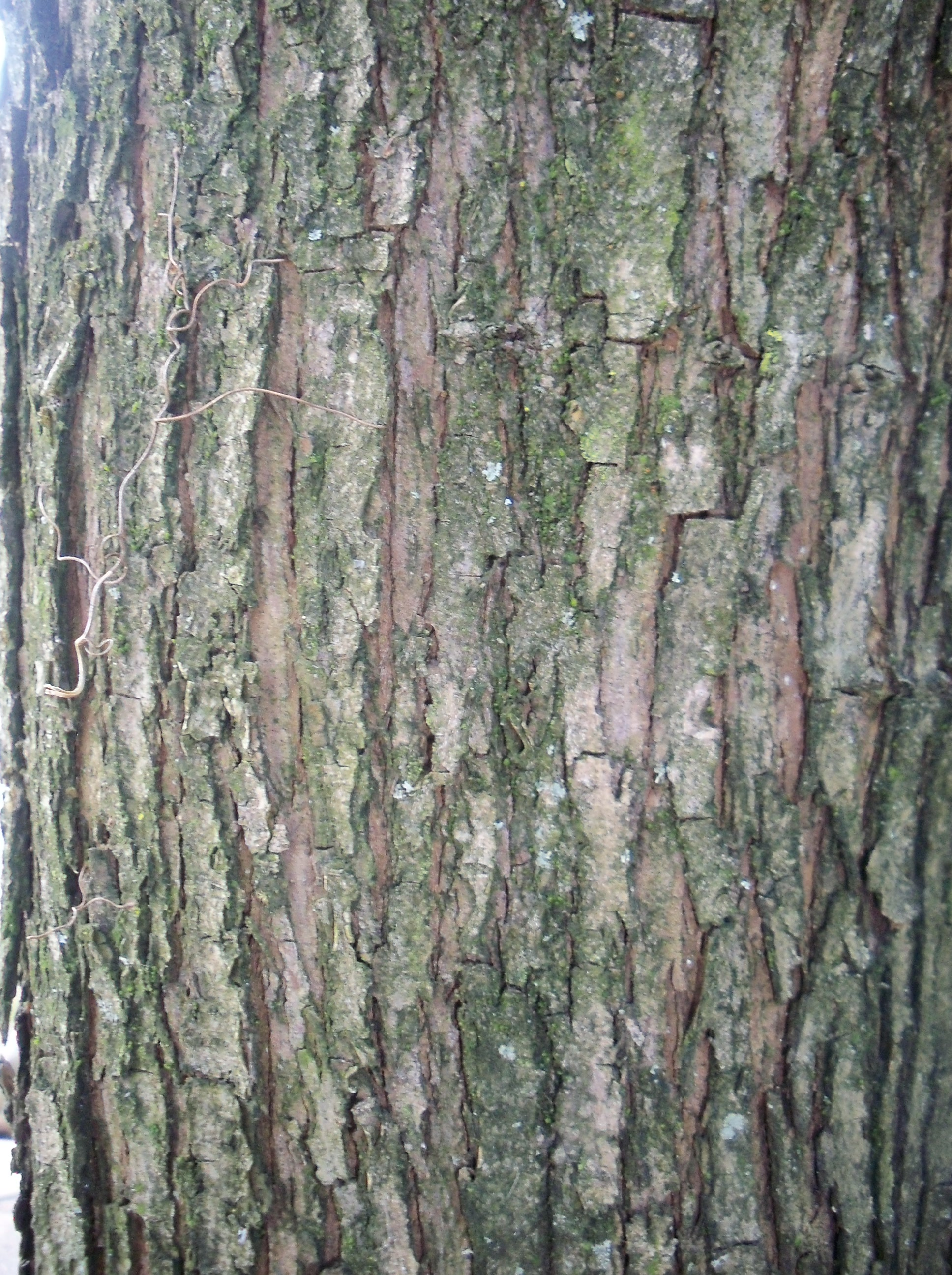
Kérge
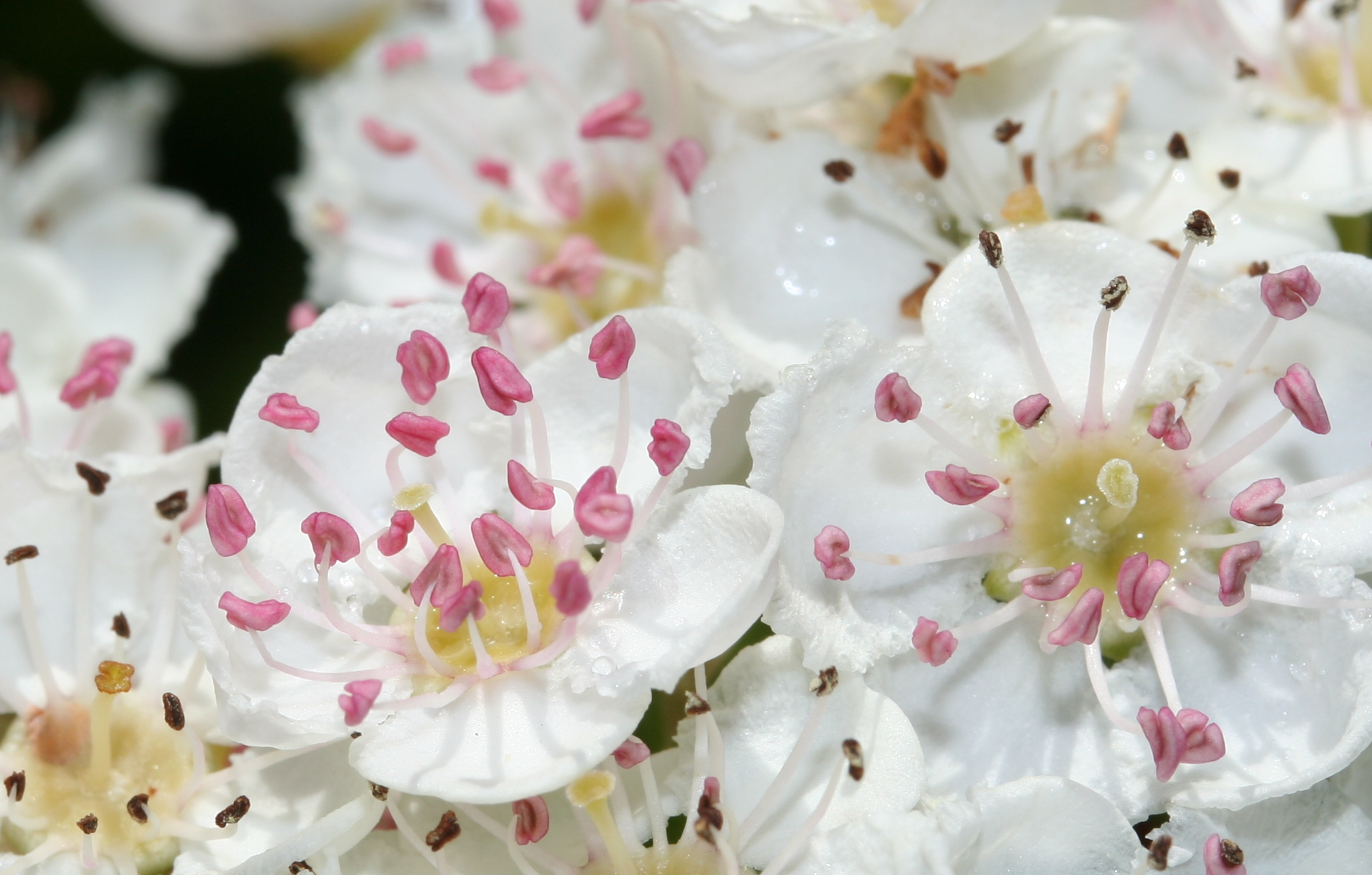
Virágai közelről
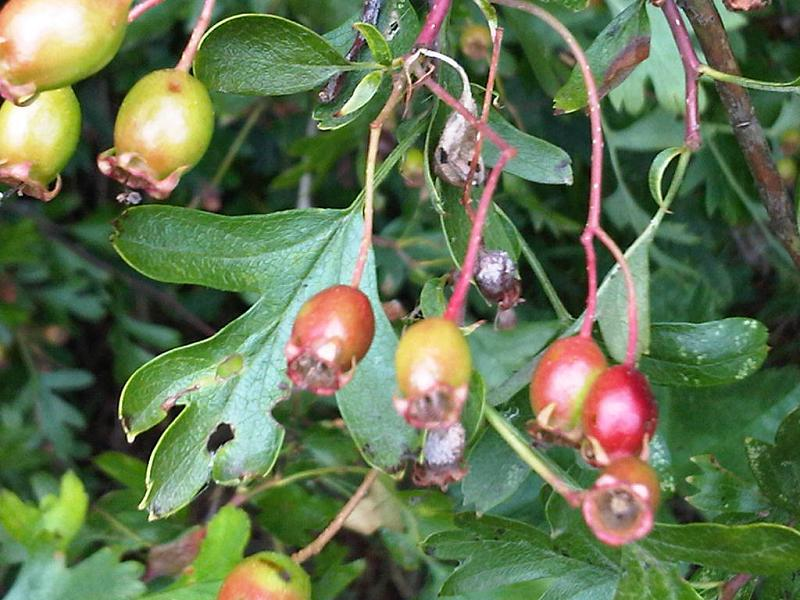
Éretlen termései
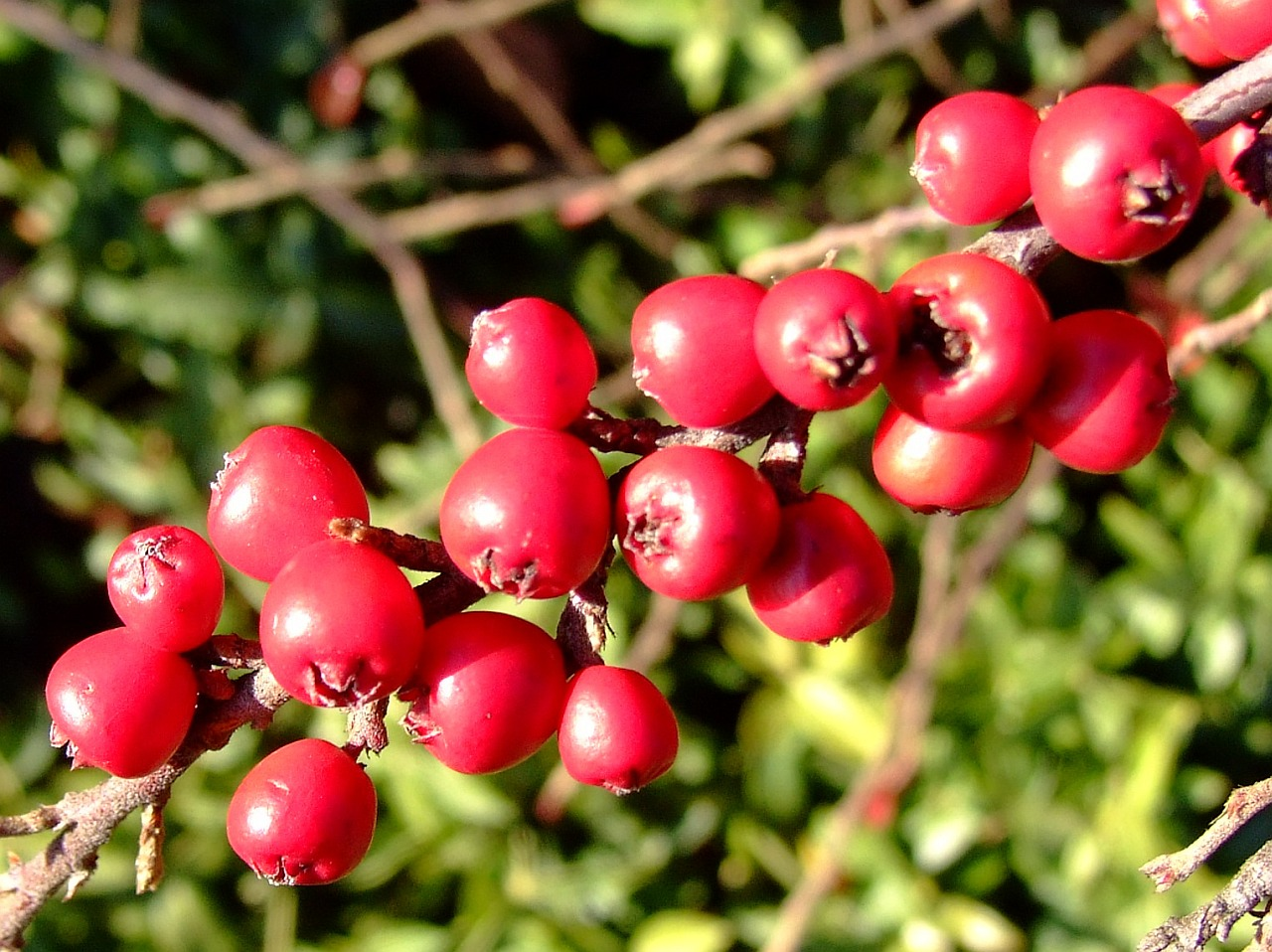
Érett termései
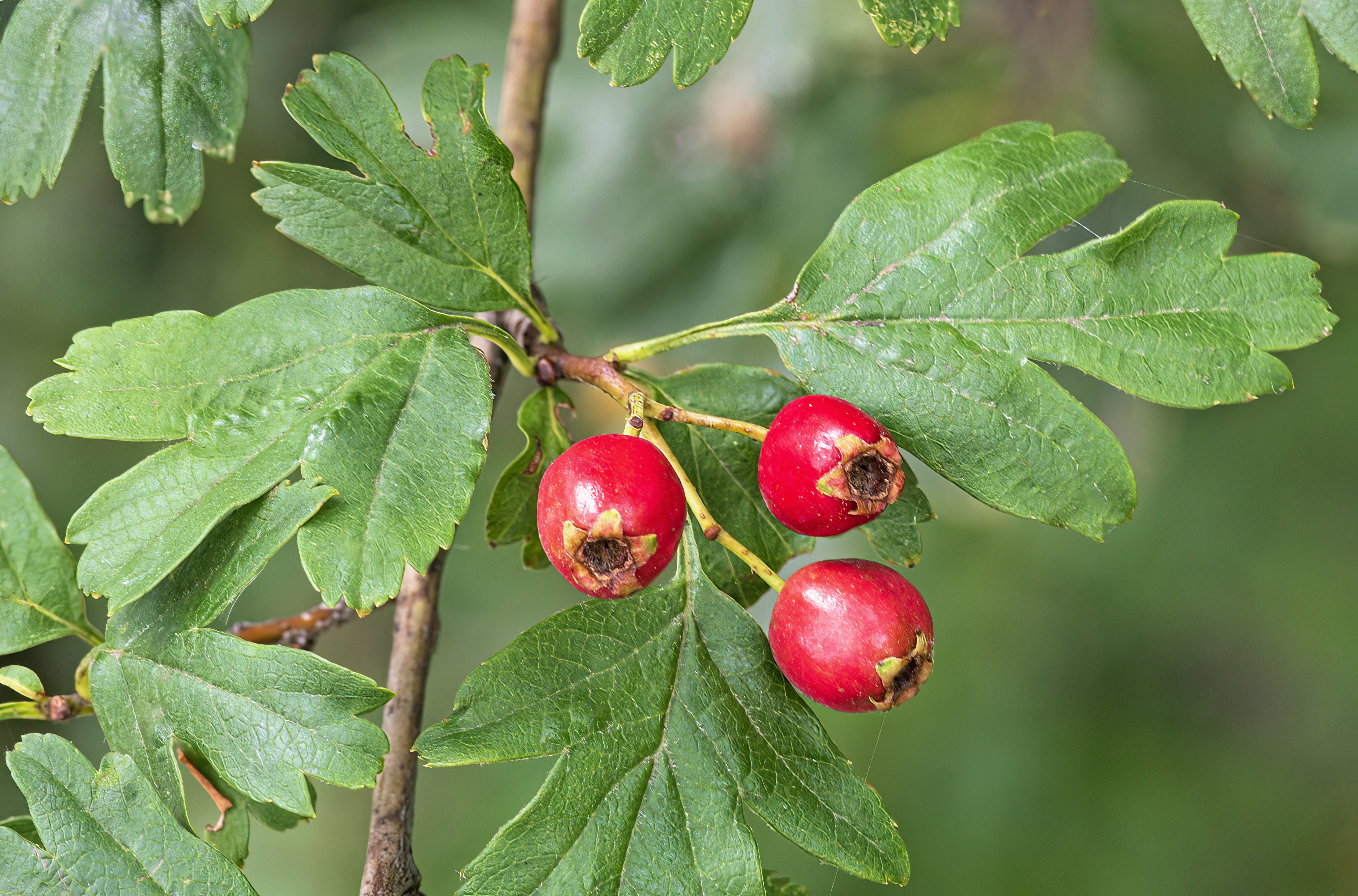
Termése
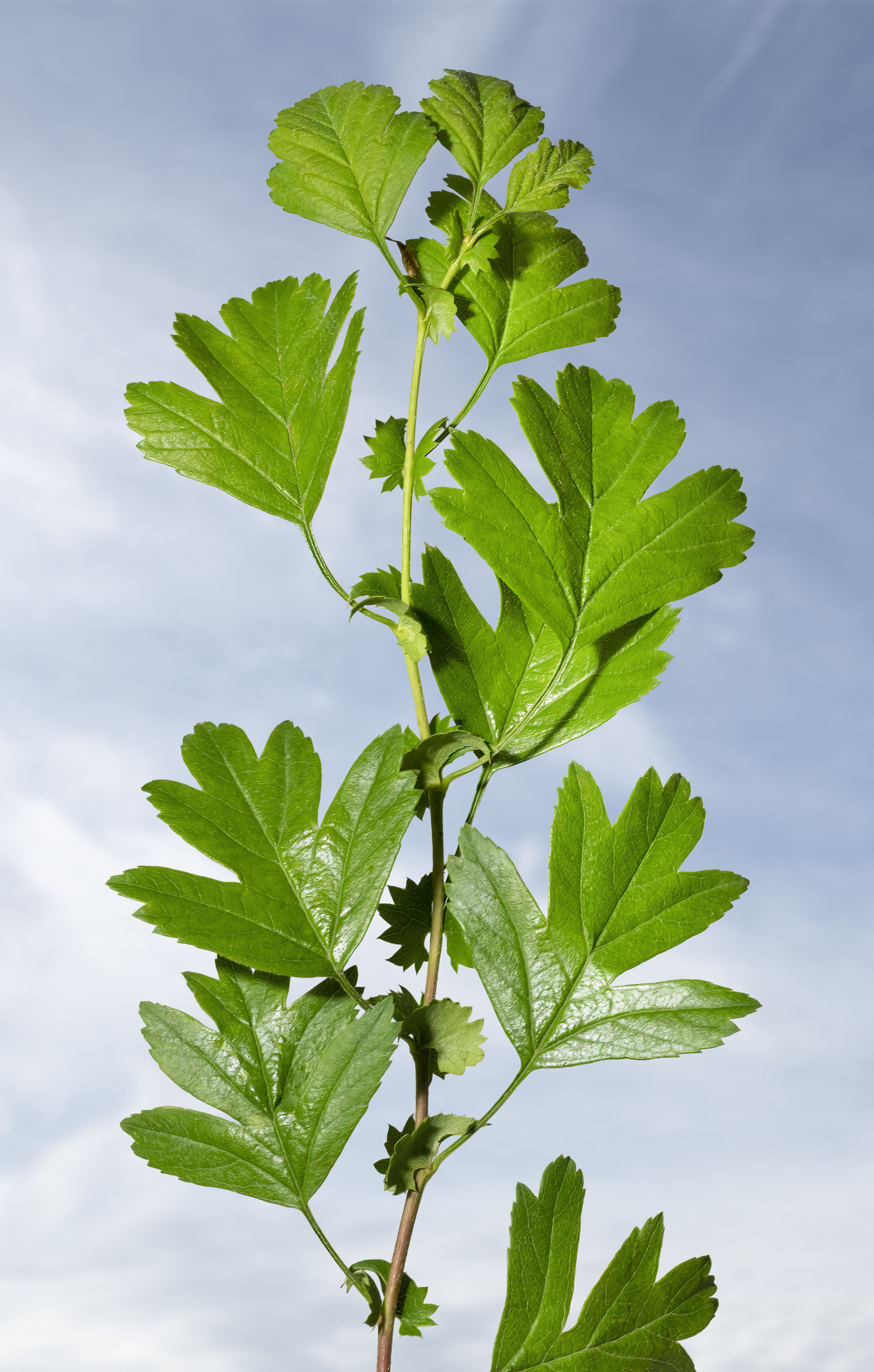
Levelei közelről
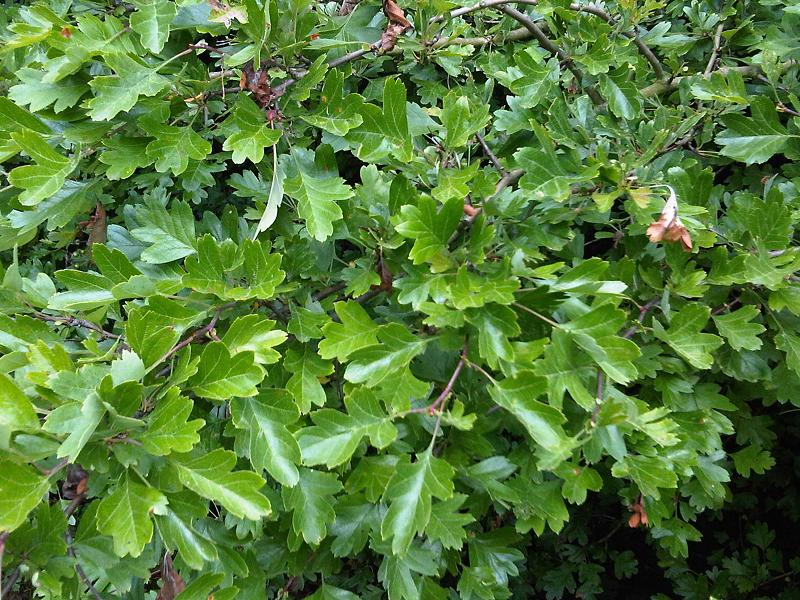
Levelei
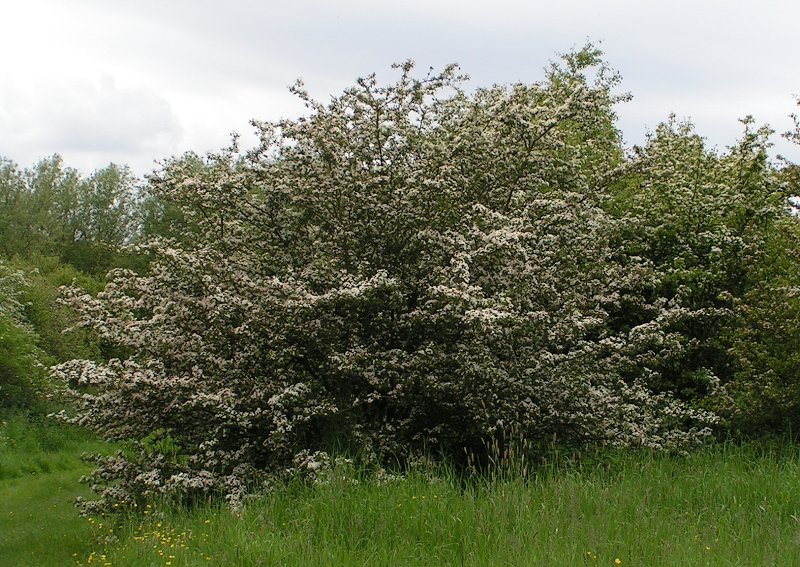
A kifejlett cserje

| GALÉRIA |
| --- |
| - A fa nyáron - és télen - Szélfújta galagonyák - Kérge - Virágai közelről - Éretlen termései - Érett termései - Termése - Levelei közelről - Levelei - A kifejlett cserje |